# Valkyries Normandie rugby clubs
Maillots
Actualités
Dernière mise à jour : 22 août 2022.
Le Valkyries Normandie rugby clubs est un club féminin français de rugby à XV basé à Rouen. Né de la fusion des équipes premières de l'Ovalie caennaise et de l'AS Rouen UC. Il est fondé en 2021 et évolue en 2e division. La réserve joue en Fédérale 2.

## Histoire
En 2021, l'Ovalie caennaise et l'AS Rouen UC fusionnent leurs équipes premières féminines pour former une seule équipe normande. L'équipe est nommée le Valkyries Normandie rugby clubs et est inscrite en Élite 2 pour la saison 2021-2022. Lors de la première saison, il y a environ deux tiers de Rouennaises et un tiers de Caennaises. Chaque entité conserve son indépendance et ses équipes de jeunes.
Le club signe une convention avec la ville de Lisieux et la Ligue régionale Normandie de rugby pour pouvoir s'entraîner une fois par semaine ensemble à Lisieux.
Dès la première saison, elles remportent le titre de championnes de France d'Élite 2 à Grenoble face au Stade rochelais. Comme la première division est réduite de 14 à 12 équipes, elles doivent jouer un match d'accession pour accéder à la première division. Elles s'inclinent 33 à 0 face à Lons Section paloise.
En 2023, les Valkyries finissent troisièmes du classement et perdent leur demi-finale contre le Stade Français (25-43).

## Palmarès
- Championnes de France d'Élite 2 en 2022

### Les finales de Valkyries Normandie RC
| Compétition | Date de la finale | Vainqueur             | Finaliste       | Score | Lieu de la finale            | Spectateurs |
| ----------- | ----------------- | --------------------- | --------------- | ----- | ---------------------------- | ----------- |
| Élite 2     | 4 juin 2022       | Valkyrie Normandie RC | Stade rochelais | 8-7   | Stade Lesdiguières, Grenoble |             |

## Personnalités du club

### Liste des entraîneurs
- Depuis 2021 : Jean-François Mouton et Cyrille Lloza

### Liste des présidents
- Depuis 2021 : Delphine Bunel